# Ойкасы (Цивильский район)
Ойкасы́ (чув. Уйкас) — деревня в Цивильском районе Чувашской Республики. Входит в состав Малоянгорчинского сельского поселения.

## География
Находится в северной части Чувашии на расстоянии приблизительно 11 км на запад-северо-запад по прямой от районного центра города Цивильск.

## История
Известна с 1858 года как околоток деревни Богатырёво (ныне не существует). Число дворов и жителей: в 1858—124 жителя, в 1897—217 жителей, в 1926 — 62 двора, 261 житель, в 1939—242 жителя, в 1979—100. В 2002 году было 32 двора, в 2010 — 28 домохозяйств. В период коллективизации был образован колхоз «Калинин», в 2010 году действовал СХПК «Правда».

## Население
Постоянное население составляло 73 человека (чуваши 88 %) в 2002 году, 57 в 2010.